# Leonti Nikolajewitsch Gurtjew

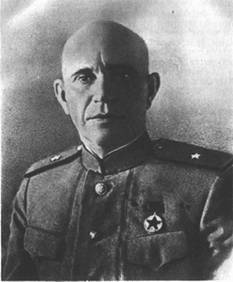
Leonti Nikolajewitsch Gurtjew

Leonti Nikolajewitsch Gurtjew (russisch Леонтий Николаевич Гуртьев; * 14. Juli 1891 in Şamaxı; † 3. August 1943 beim Dorf Kalinowka nahe Orjol) war ein sowjetischer Generalmajor und Held der Sowjetunion.

## Leben
Im Jahr 1900 übersiedelten seine Eltern aus dem Raum Baku in die baltischen Staaten nach Panevezys. Hier schloss er 1911 die Primärschule mit Auszeichnung ab und trat dann in das Charkower Institut für Technologie ein. Ein Jahr später wechselte er an das St. Petersburger Polytechnische Institut, hatte aber keine Zeit, seinen Abschluss zu machen: Wegen seiner Teilnahme an einer Arbeiterdemonstration im Juli 1914 wurde er verhaftet und verbrachte drei Monate in der Peter-und-Paul-Festung. Im Oktober 1914 wurde er in die zaristische Armee eingezogen und nahm am Ersten Weltkrieg teil, fiel aber im Oktober 1915 in österreichische Gefangenschaft.
1919 trat Gurtjew der Roten Armee bei. Ab Mai 1921 war er Bataillonskommandeur des 192. Schützenregiments der 22. Schützendivision und bekämpfte die Banden im Departement Batalpaschinsk (Nordkaukasus-Militärbezirks). Im Juli 1921 wurde er zum Bataillonskommandeur des 39. Schützenregiments der 13. Dagestaner-Schützendivision ernannt; im Februar 1924 wurde er zum 37. Schützenregiment derselben Division des Nordkaukasus-Militärbezirks versetzt: dort wurde er stellvertretender Regimentskommandeur, Chef des Regimentsstabes und dann Kommandeur des Regiments. 1929 absolvierte Gurtjew den taktischen Schießkurs „Wystrel“. Im Mai 1931 wurde er Kommandeur des 95. Schützenregiments der 32. Schützendivision in Saratow (Wolga-Militärbezirk). Ab Dezember 1931 wurde er stellvertretender Stabschef der 18. Schützendivision in Jaroslawl und ab September 1935 stellvertretender Stabschef der 52. Schützendivision im Moskauer Militärbezirk. Im April 1936 wurde Major Gurtjew als Leiter der Bildungsabteilung nach Omsk geschickt und zum Assistenten des Leiters der  Omsker Militärschule bestellt. Auf Befehl des Oberkommandos des Sibirischen Militärbezirks vom 23. Februar 1942 wurde er zum Leiter der Omsker-Militärschule bestellt. Oberst Gurtjew wurde angewiesen bis zum 15. Juni 1942 die 308. Schützendivision zu formieren, die Ende Juni in die Region Saratow verlegt wurde. Am 26. August traf die Division an der Wolga bei Kotluban ein und schloss sich der 24. Armee der Stalingrader Front an.  In der Nacht des 27. September 1942 überquerte die 308. Schützendivision das rechte Ufer der Wolga nach Stalingrad, wo sie drei Wochen lang das Werk Barrikady verteidigte. Während der Kämpfe vom 1. Oktober bis 14. November 1942 wehrten die Soldaten der Division 117 deutsche Angriffe ab. Auf Betreiben des Kommandeurs der 62. Armee, General W. I. Tschuikow wurde Gurtjew am 7. Dezember 1942 der Rang eines Generalmajors verliehen, etwas später wurde ihm für seine Leistungen in der Schlacht um Stalingrad der Rotbannerorden verliehen. Am 31. Dezember wurde die Division in die Reserve überführt, Ende Februar an die Kalinin-Front verlegt, aber bereits Ende Mai als Teil der 3. Armee zur Brjansker Front verlegt. Die 308. Schützendivision unter Gurtjew durchbrach während der sowjetischen Gegenoffensive bei der Orjoler Operation vom 12. Juli bis 3. August 1943 die stark befestigten deutschen Verteidigungsanlagen im Bereich des Dorfes Ismailowo. Gurtjew fiel im Raum Orjol in der Nähe des Dorfes Kalinowka, ihm wurde posthum am 27. August der Titel Held der Sowjetunion verliehen.